# Коэн, Меир
Меир Коэн (ивр. מאיר כהן‎; род. 15 ноября 1955, Эс-Сувейра, Марокко) — израильский политик, депутат кнессета от партии «Йеш Атид», бывший министр благосостояния и общественных услуг, а также бывший мэр города Димона (2003—2013).

## Биография
Меир Коэн родился в еврейской семье в городе Эс-Сувейра, репатриировался в Израиль в 1962 году, в возрасте семи лет. Первую академическую степень получил по философии и истории Израиля в университете имени Бен-Гуриона. Вторую степень получил в области иудаики в консервативном институте Шехтера.
Работал учителем, а затем и директором школ «Алон» и «Зинман» в Димоне. С 2003 по 2013 год — мэр Димоны. В ходе своей работы мэром Коэн достиг значительных успехов в экологической и экономической областях, а Димона вошла в десятку самых «зелёных» городов Израиля. В городе был построен первый торговый центр, упала безработица, а также снизились цены на воду.
Был членом партии «Наш дом Израиль», избирался от неё мэром Димоны. Затем перешёл в «Йеш Атид», получил четвёртое место в предвыборном списке партии.
Так как «Йеш Атид» получила 19 мандатов, Коэн вошёл в состав парламента, получив пост в финансовой комиссии. Однако, в ходе формирования третьего правительства Нетаньяху, он получил пост министра благосостояния и общественных услуг, пост, который он занимал с 2013 по 2014 год.